# Crossroads: Fan Edition (álbum de Intocable)
Crossroads Fan Edition es la primera secuela del álbum Cruce de caminos , esta secuela fue lanzada al mercado en el año 2007.

## Crossroads: Fan Edition
Crossroads: Fan Edition (también citado como *Cruce de caminos – Crossroads Fan Edition*) es una edición especial del álbum Cruce de caminos, lanzada en 2007. Incluye las mismas canciones que la versión original de 2006, además de un tema adicional titulado "Me Faltas Tú", y un DVD con contenido extra como un concierto acústico y material documental sobre el proceso creativo.
La edición especial fue comercializada tras el éxito del álbum original, que debutó el 24 de octubre de 2006 y alcanzó el #1 en las listas *Billboard Top Latin Albums* y *Regional Mexican Albums*.

## Contenido adicional
- «Me Faltas Tú» – canción inédita en la versión original.
- DVD con:
  - Concierto acústico exclusivo.
  - Documental y entrevistas sobre el proceso de grabación.

## Recepción y contexto
- Según declaraciones del grupo, la edición Fan Edition incluye dos temas inéditos y grabaciones en acústico, junto a imágenes del proceso creativo.[1]
- Producido por Lloyd Maines y René Martínez, este álbum constituye una evolución musical que incorpora influencias del country y la cultura tejana, lo que le valió reconocimientos como álbum número uno en listas especializadas.[2]